# Eleições parlamentares na República Turca do Chipre do Norte em 2009

Chipre do Norte

As eleições parlamentares turco-cipriotas de 2009 foram realizadas em 19 de abril.

## Resultados
O opositor Partido da União Nacional venceu o pleito. Conforme os dados fornecidos pela Comissão Eleitoral turco-cipriota, com 65% das urnas apuradas, o UBP obteve 44,19% dos votos, contra 29,52% do socialdemocrata Partido Republicano Turco, o que representa 26 das 50 cadeiras do Parlamento. Quando a apuração ainda não tinha superado a metade dos votos, o candidato a primeiro-ministro do UBP, Dervis Eroglu, se proclamou vencedor, devido à ampla vantagem sobre o CTP, e assegurou que seu partido pode formar um Governo sozinho.
Cerca de 161 mil turco-cipriotas estavam convocados a votar Chipre do Norte. A participação eleitoral se aproximou de 80%, segundo a emissora "NTV", em uma votação tranquila.

## Tabela de resultados
| Partidos     | Partidos                           | Nº Votos     | % Votos | +/-  | Nº Deputados | +/-  |
| ------------ | ---------------------------------- | ------------ | ------- | ---- | ------------ | ---- |
|              | Partido da Unidade Nacional        | 622 804      | 44,1%   | 12,4 | 26 / 50      | 7    |
|              | Partido Republicano Turco          | 415 574      | 29,2%   | 15,3 | 15 / 50      | 9    |
|              | Partido Democrático                | 150 695      | 10,7%   | 2,8  | 5 / 50       | 1    |
|              | Partido da Democracia Comunal      | 97 334       | 6,9%    | 1,3  | 2 / 50       | 1    |
|              | Partido da Liberdade e Reforma     | 87 879       | 6,2%    | Novo | 2 / 50       | Novo |
|              | Partido do Chipre Unido            | 34 239       | 2,4%    | Novo | 0 / 50       | Novo |
|              | Partidos das Políticas para o Povo | 7 091        | 0,5%    | Novo | 0 / 50       | Novo |
|              | Independente                       | 836          | 0,1%    | -    | 0 / 50       | =    |
| Total        | Total                              | 1 416 452    | 100%    |      | 50           |      |
| Participação | Participação                       | Participação | 81,4%   | 0,7  |              |      |